# Sean Lee
Sean Patrick Lee (Pittsburgh, 22 luglio 1986) è un giocatore di football americano statunitense che ha militato nel ruolo di linebacker per tutta la carriera con i Dallas Cowboys della National Football League (NFL). Fu scelto nel corso del secondo giro (55º assoluto) del Draft NFL 2010 dai Cowboys. Al college ha giocato a football alla Pennsylvania State University.

## Carriera professionistica

### Dallas Cowboys

#### 2010
Lee fu scelto dai Dallas Cowboys nel corso del secondo giro del Draft 2010. Fu premiato come difensore della NFC della settimana e come Rookie della settimana per la sua prestazione del 5 dicembre 2010 contro Peyton Manning e gli Indianapolis Colts, in cui fece registrare i primi due intercetti della sua carriera da professionista, di cui uno ritornato in touchdown e uno nei tempi supplementari che consentì a Cowboys di calciare il field goal della vittoria. La stagione da rookie di Lee si concluse con 14 presenze, nessuna delle quali come titolare, con 32 tackle, 2 intercetti e un fumble forzato.

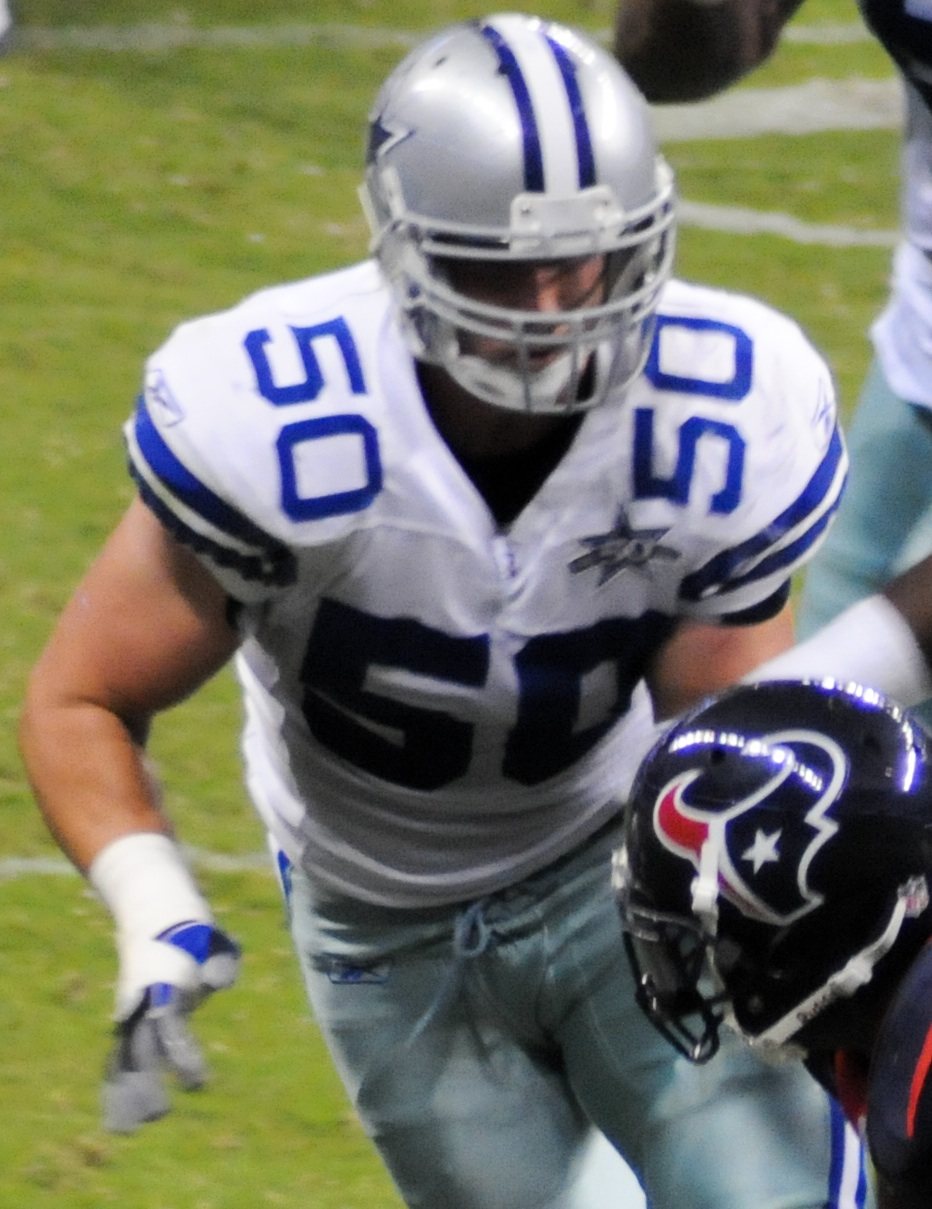
Lee nel 2010.

#### 2011
Lee fu promosso nel ruolo di inside linebacker titolare nel 2011, diventando subito un perno degli schemi del nuovo coordinator difensivo Rob Ryan. Nella gara di apertura contro i New York Jets, Lee intercettò Mark Sanchez. Un altro intercetto chiave su Rex Grossman e un fumble recuperato nella gara del Monday Night Football contro i Washington Redskins furono cruciali per la vittoria in rimonta dei Cowboys. Grazie a 36 tackle, 2 intercetti, 2 fumble recuperati, un tackle for a loss e tre passaggi deviati complessivamente, Lee fu premiato come miglior difensore della NFC del mese di settembre, il primo giocatore della storia dei Cowboys a ricevere questo premio.
Lee terminò la stagione diventando uno dei leader della difesa della squadra, chiamando tutte le giocate e guidando la squadra in tackle con 131 e in intercetti a pari merito con 4 e in tackle for loss con 8. Divenne inoltre solamente il secondo linebacker della storia ad aver intercettato sia Tom Brady che Peyton Manning.

#### 2012
Sean Lee aprì a stagione in modo autoritario, mettendo a segno contro i New York Giants con 10 tackle e un fumble forzato su David Wilson. Nella sconfitta della gara successiva contro i Seattle Seahawks pareggiò il record di franchigia di Lee Roy Jordan vecchio di 41 anni con 14 tackle. Contro i Carolina Panthers, Lee si infortunò a un piede venendo inserito in lista infortunati e concludendo l'annata con sole sei presenze, con 36 tackle, un intercetto e un fumble forzato.

#### 2013
Il 21 agosto 2013, Smith firmò con i Cowboys un rinnovo contrattuale di sei anni per un valore massimo di 51 milioni di dollari. Nella settimana 4 intercettò un passaggio di Philip Rivers dei San Diego Chargers e lo ritornò per 52 yard in touchdown, ma i Cowboys uscirono sconfitti. Il secondo intercetto stagionale lo fece registrare su Matt Barkley nella vittoria sui Philadelphia Eagles della settimana 7 oltre a 11 tackle che gli valsero il premio di difensore della NFC della settimana per la seconda volta in carriera. La domenica seguente intercettò due passaggi di Matthew Stafford ma i Cowboys furono battuti nei secondi finali dai Detroit Lions. Quattro giorni dopo fu premiato come migliore difensore della NFC del mese di ottobre.

#### 2014
Il 27 maggio 2014, durante le attività volontarie della squadra (OTA), Lee si ruppe per la terza volta in carriera il legamento crociato anteriore dopo uno scontro di gioco con l'offensive lineman rookie Zack Martin, perdendo l'intera stagione 2014.

#### 2015
Tornato in campo nella prima settimana della stagione 2015 contro i Giants, sette giorni dopo Lee fu premiato come miglior difensore della NFC della settimana dopo avere messo a segno 14 tackle, 2 passaggi deviati e un intercetto su Sam Bradford nella vittoria sugli Eagles. In questa stagione mise a segno anche i primi due sack in carriera, nella settimana 3 su Matt Ryan dei Falcons e nella settimana 10 su Kirk Cousins dei Redskins. La sua annata si chiuse con i nuovi primati personali in tackle (128), sack (2,5) e passaggi deviati (5) in 14 partite, venendo convocato per il primo Pro Bowl in carriera al posto dell'infortunato Justin Houston.

#### 2016
Nella stagione 2016, Lee si classificò al quarto posto nella NFL con un nuovo record personale di 145 tackle, giocando 15 partite, tutte come titolare, venendo convocato per il secondo Pro Bowl al posto dell'infortunato Luke Kuechly e inserito nel First-team All-Pro per la prima volta. I Cowboys invece terminarono con un record di 13 vittorie e 3 sconfitte, il migliore della National Football Conference ma furono subito eliminati nel divisional round dei playoff dai Green Bay Packers.

#### 2020
Il 17 marzo 2020 Lee firmò un rinnovo contrattuale di un anno per un valore di 4,5 milioni di dollari. A fine stagione si ritirò.

## Palmarès
- Convocazioni al Pro Bowl: 2

2015, 2016
- First-team All-Pro: 1

2016
- Difensore della NFC del mese: 2

settembre 2011, ottobre 2013
- Difensore della NFC della settimana: 3

13ª del 2010, 7ª del 2013, 2ª del 2015
- Rookie della settimana: 1

13ª del 2010